# Yurt (Tageszeitung)
Yurt (Heimat) ist eine türkische Tageszeitung mit Sitz in Istanbul. Die erste Ausgabe erschien am 29. Januar 2012 mit der Schlagzeile „Schießbefehl vom Ministerpräsidenten“.
Eigentümer ist Durdu Özbolat, der von 2007 bis 2015 als Abgeordneter der CHP dem türkischen Parlament angehörte. Yurt beschreibt sich als „unabhängig, populistisch und oppositionell“. Sie gilt als Organ der CHP, auch wenn die Verantwortlichen bereits vor Erscheinen diesen Verdacht zurückwiesen. Der Stil der Zeitung ist polemisch und polarisierend.
Der erste Chefredakteur von Yurt war Merdan Yanardağ, der zuvor für die Hürriyet und die Sabah gearbeitet hatte und in den 1990er-Jahren an der Gründung der Tageszeitungen Aydınlık und Özgür Gündem beteiligt gewesen war. Unter dem Eindruck der Gezi-Proteste überschritt die Zeitung im Sommer 2013 die Marke von 60.000 verkauften Exemplaren täglich. Im Sommer 2014 wurde der vormalige Milliyet-Chefredakteur Derya Sazak neuer Chefredakteur von Yurt. Nach dessen Entlassung im April 2015 kehrte Yanardağ auf diesen Posten zurück. Nur vier Monate später verließ er zum zweiten Mal das Blatt. Als Grund nannte er „tiefe Meinungsverschiedenheiten über den Führungsstil und die Publikationspolitik der Zeitung“. Ein Streitpunkt war die Haltung zum Kurdenkonflikt. Mit ihm gingen zahlreiche Mitarbeiter. Später wurde bekannt, dass es wiederholt zu Schwierigkeiten bei den Gehaltszahlungen gekommen war. Sein Nachfolger wurde Veysi Şahin, der zuletzt für die Akşam gearbeitet hatte, zeitweilig aber auch als Presseberater für die CHP tätig gewesen war.
Derzeit (Stand: Januar 2017) verkauft die Zeitung weniger als ein Zehntel der Auflage vom Sommer 2013.

## Strafverfahren
- Im Januar 2013 wurde der damals 22-jährige Yurt-Reporter Sami Menteş im Rahmen von Ermittlungen gegen die DHKP-C verhaftet. Er verbrachte zehn Monate in Untersuchungshaft und galt als jüngster inhaftierter Journalist der Welt. Das Verfahren, in dem die Staatsanwaltschaft 18 Jahre Gefängnis fordert, dauert fort (Stand: Januar 2017).[9]

- Im April 2013 wurde der Yurt-Korrespondent in Hatay, Hasan Kabakulak, unter dem Vorwurf der Spionage für Syrien verhaftet. Er verbrachte zwanzig Monate in Untersuchungshaft.[10]

- Im August 2013 wurde der damalige Chefredakteur Yanardağ im Ergenekon-Prozess zu einer Haftstrafe von zehn Jahren und sechs Monaten verurteilt.[11] Nach sechs Monaten Haft wurde er freigelassen;[12] das Urteil wurde 2016 mit allen übrigen Urteilen des Ergenekon-Prozesses aufgehoben.

- Im Dezember 2016 wurde der türkisch-syrische Journalist Hüsnü Mahalli, früher Nahost-Korrespondent der BBC und einer der prominentesten Autoren der Zeitung, wegen „Beleidigung des Staatspräsidenten“ und „Beleidigung von Amtsträgern“ verhaftet.[13] Nach einem Monat in Untersuchungshaft wurde er auf freien Fuß gesetzt.[14]

## Kritik
- Wegen Anzeigen, die die DHKP-C-nahe Zeitschrift Yürüyüş im Blatt geschaltet hatte, warf die Gülen-nahe Tageszeitung Zaman der Zeitung Sympathien für die DHKP und wegen der Tätigkeit des damaligen Chefredakteurs für Özgür Gündem Nähe zur PKK vor. Yurt wies dies zurück und meinte, diese Vorwürfe seien Rache für die kritische Berichterstattung der Zeitung über die Gülen-Bewegung.[15]

- Insbesondere in AKP-nahen Medien wird dem Blatt immer wieder Unterstützung des Assad-Regimes in Syrien vorgeworfen.[16]